# دکان داوود

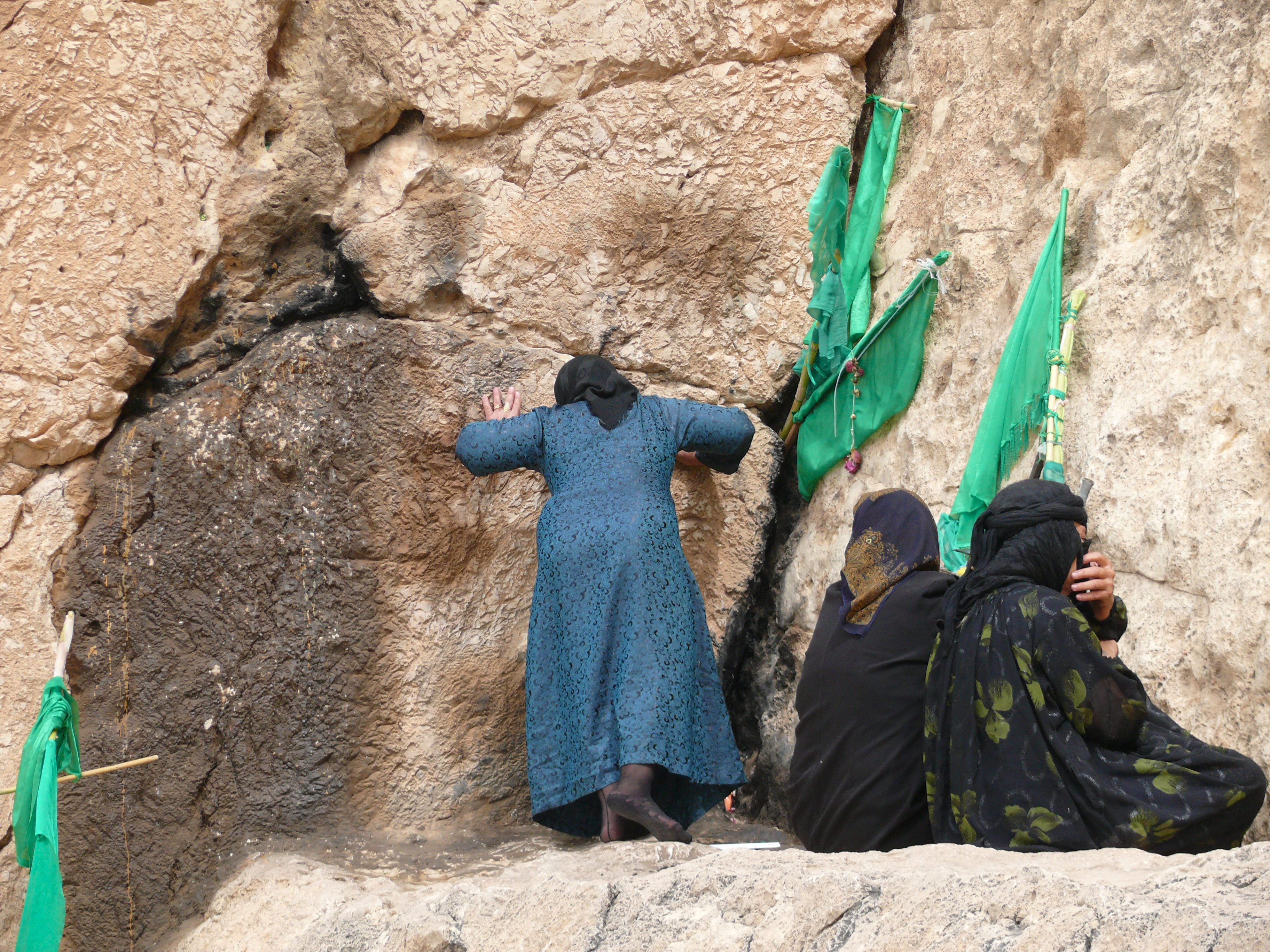
اهالی منطقه در حال انجام مراسم آئینی

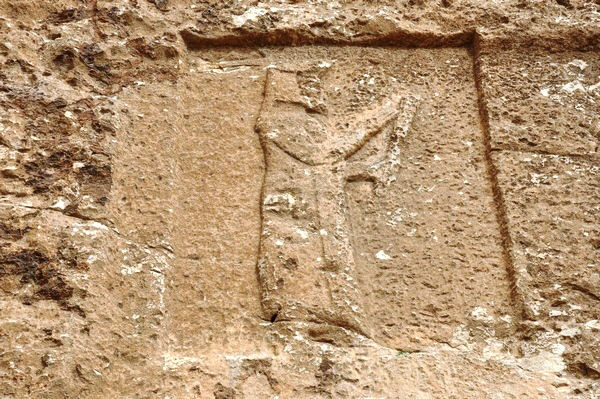
سنگ‌نگاره‌ای نزدیک آرامگاه

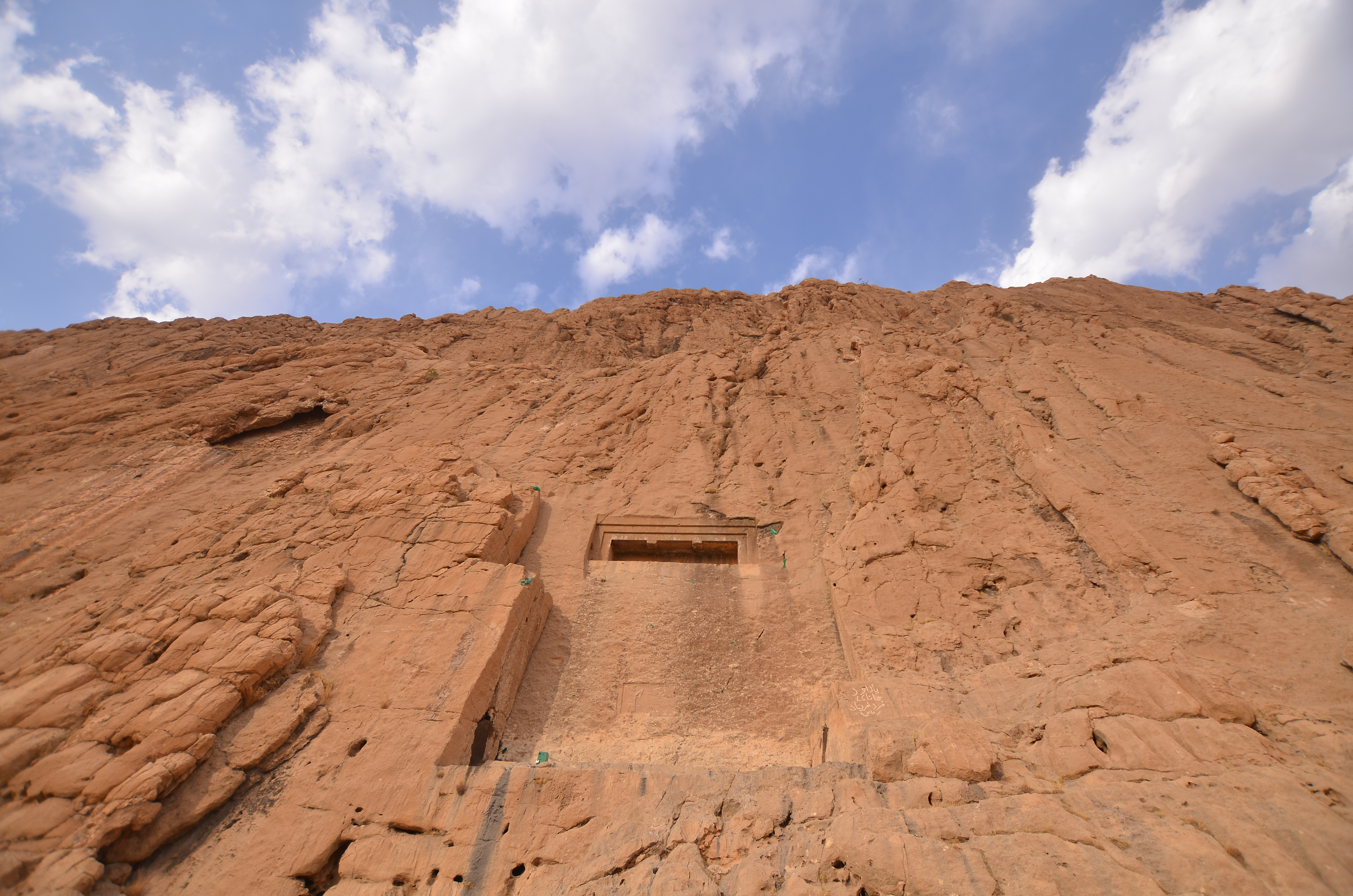
گوردخمهٔ دکان داوود در نزدیکی قلعه‌شاهین

دکان داوود (به کردی: که‌ل داو) مقبره‌ای سنگی مربوط به دوره مادها است و در شهرستان سرپل ذهاب، روستای کل داوود واقع شده و این اثر در تاریخ ۱۵ دی ۱۳۱۰ با شمارهٔ ثبت ۱۵۲ به‌عنوان یکی از آثار ملی ایران به ثبت رسیده‌است. سنگ‌نگاره دیگری که ظاهراً یک شخصیت دینی است، در نزدیکی آن وجود دارد که جداگانه و به شماره ۱۵۱ ثبت شده‌است.

## ویژگی‌های ساختمانی
دکان داوود گوردخمه‌ای تاریخی است که در سه کیلومتری جنوب شرقی سرپل ذهاب در ابتدای جاده انزل و در فاصله حدود ۱۰۰ متری از جاده اصلی کرمانشاه به سرپل ذهاب واقع شده و در میان اهالی محل به که‌ل داوود (که‌ل داو) یا دکان داوود شهرت یافته‌است و به دوران مادها تعلق دارد. دخمه در دل صخره ستبری کنده شده‌ و زیر ان تا سطح زمین با ادوات دست ساز صاف شده است و دسترسی به داخل آن به سختی امکان پذیر است. در زیر این صخره یک قبرستان مردم یارستان قرار دارد، یعنی از بیش از دو هزار سال پیش در این مکان اجساد مردگان با روش‌های مختلف دفن می‌شدند. درون مقبره پنج تاقچه جهت گذاشتن نذورات و یک گور بیضی شکل قراردارد. سقف دخمه تاق مانند است.
این مقبره همانند گوردخمه بزرگ دربند صحنه، دارای ایوانی در جلو است که طول آن در جلو ۹٫۶ متر و در قسمت عقب ۷٫۳۲ متر است. عرض آن ۱٫۹۵ متر و ارتفاع آن نیز ۲٫۶۰ متر است. اطراف ایوان به وسیله قاب‌هایی تزئین شده‌است. در دو طرف ورودی مقبره بقایای دو ستون دیده می‌شود که بدنه ستون‌ها به مرور زمان از بین رفته و تنها پایه‌ها و سرستون‌ها باقی‌مانده‌است. پایه ستون‌ها مربع شکل هستند. در دیوار عقبی این ایوان ورودی به عرض ۱ متر و ارتفاع ۱٫۵ متر وجود دارد که به اتاقی به طول ۲٫۸۳ متر، عرض ۲٫۳۱ متر و ارتفاع ۲٫۱۸ متر منتهی می‌شود. در بدنه دیوارهای این اتاق ۵ تاقچه جهت قرار دادن نذورات کنده شده‌است. همچنین در نیمه سمت چپ کف اتاق، قبری بیضی شکل به عمق ۷۰ سانتی‌متر کنده شده‌است. سقف این اتاق دارای تاقی هلالی است ولی سقف ایوان جلو اتاق، مسطح است.
در فاصله ۸ متری زیر این گوردخمه، قاب مستطیل شکلی بر روی یک قابی قدیمی‌تر تراشیده شده‌است. در داخل قاب جدید شخصیتی به حالت تمام قد با صورتی نیم‌رخ حجاری شده‌است. این شخص لباس بلندی برتن و کلاه لبه داری بر سر گذاشته که قسمت پشت گردن و گوش‌های او را پوشانده‌است. همچنین در یک دست او برسمی دیده می‌شود و دست دیگر را به حالت نیایش به طرف بالا نگه داشته‌است.
تصور می‌شود که این گوردخمه و نقش برجسته حجاری شده در زیر آن متعلق به دوره ماد باشد و دکان داوود مقبره آستیاگ باشد.

## جایگاه دینی
این مکان نزد مردم یارسان متبرک بوده و به داوود که‌وسوار منسوب است. پیروان دین یاری در بعضی از اوقات سال برای انجام مراسم مذهبی در آنجا اجتماع کرده و نذورات خود را در بعضی مواقع در آن مکان در بین مردم توزیع می‌کنند.
بعضی از محلی های حلبی-یهودی اعتقاد دارند که شخص دیاکو و مکتوب و شلومان و کی داوود در این مکان به خاک سپرده شدند و اینجارا یک مکان مذهبی مهم میدادند